# Saturnia infumata
Saturnia infumata är en fjärilsart som beskrevs av Newnh. 1891. Saturnia infumata ingår i släktet Saturnia och familjen påfågelsspinnare. Inga underarter finns listade.